# Commandement antiterroriste ou SO15
Le Commandement antiterroriste (CTC) ou SO15 est une branche des opérations spécialisées au sein du service de police métropolitaine de Londres. Le commandement antiterroriste a été créé à la suite de la fusion de la branche antiterroriste (SO13) et de la branche spéciale (SO12) en octobre 2006, réunissant les fonctions de renseignement, d'opérations et d'enquête pour former un commandement unique. Le CTC compte plus de 1500 policiers et employés, ainsi qu'un certain nombre d'enquêteurs basés à l'étranger et abrite également le siège de la police antiterroriste. Il a été créé en 1883 sous le nom de Irish Bureau, ou Special Irish Branch, formé en 1883 à New Scotland Yard par le ministre de l'Intérieur de l'époque, Sir William Harcourt. Il s'agissait d'une équipe de 12 détectives visant à vaincre la campagne terroriste « Fenian » qui se déroulait à Londres et dans tout le pays. En novembre 2013, l'effectif actuel du CTC comprenait 1 790 personnes, dont 1 350 policiers et 600 détectives travaillant dans 75 unités spécialisées, capables d'intervenir de manière proactive ou réactive partout dans le monde.

## Responsabilités
Selon le site Internet du Commandement antiterroriste, la priorité absolue du Commandement est de garantir la sécurité du public et de perturber les activités liées au terrorisme au Royaume-Uni et contre les intérêts britanniques à l'étranger en :
- Détecter, enquêter et prévenir les menaces et les réseaux terroristes.
- Travailler avec des agences partenaires pour acquérir et utiliser des renseignements et des preuves sur le terrorisme et l’extrémisme.
- Veiller à ce que l’activité du commandement de la lutte contre le terrorisme soit ciblée, en garantissant un bon rapport qualité-prix, une productivité et une utilisation efficace et efficiente de leurs ressources.
- Établir, construire et entretenir des relations de travail avec les arrondissements, les collectivités locales, les partenaires nationaux et internationaux afin de mieux comprendre leurs besoins et d’utiliser leur expertise et leur expérience dans la lutte conjointe contre la menace terroriste.
- Travailler avec les communautés, les partenaires, les institutions, les groupes et d’autres agences fournissant des conseils et un soutien pour lutter contre les idéologies qui alimentent le terrorisme et l’extrémisme.
- Soutenir, travailler et collaborer au sein du réseau de police antiterroriste.

Le commandement de la lutte contre le terrorisme a un certain nombre d’autres fonctions de sécurité nationale. Il s'occupe d'enquêtes sensibles en matière de sécurité nationale, telles que les enquêtes sur la loi sur les secrets officiels, les enquêtes sur les crimes de guerre (ce qui en fait le successeur de l' unité des crimes de guerre du Met), les crimes contre l'humanité et les meurtres à motivation politique.
Le Commandement antiterroriste fait partie du réseau de police antiterroriste,. Elle est supervisée par le comité de coordination de la lutte contre le terrorisme, présidé par le commissaire adjoint Matt Jukes du Metropolitan Police Service. Dans le cadre de son rôle au sein du réseau de police antiterroriste, le SO15 opère contre la menace terroriste aux niveaux local, national et international et collabore avec un éventail de partenaires pour prévenir les activités liées au terrorisme, notamment le Service de sécurité (MI5) et le Service de renseignement secret (MI6).

## Opérations connues
Dans sa forme actuelle, le Commandement antiterroriste a été chargé d'enquêter sur plusieurs incidents terroristes de grande envergure, notamment :
- Attentat à la bombe contre des avions cargos ou « Bombe à imprimante » (2010)
- Attentat de Westminster en 2017
- Attentat à la Manchester Arena (2017)
- Attentat du pont de Londres en 2017
- Empoisonnement de Sergueï et Ioulia Skripal, empoisonnements d'Amesbury en 2018
- Poignardages à Forbury Gardens en 2020
- Meurtre de David Amess (2021)
- Attentat à la bombe contre l'hôpital pour femmes de Liverpool (2021)

Par l'intermédiaire de la branche des opérations internationales du commandement de la lutte contre le terrorisme, le SO15 a déployé de manière proactive des agents dans le monde entier ainsi qu'en réponse à des incidents terroristes pour soutenir les pays hôtes et pour enquêter lorsque des ressortissants britanniques sont victimes d'actes de terrorisme. Ces enquêtes comprennent :
- L'enlèvement de Judith Tebbutt et le meurtre de David Tebbutt au Kenya (2012)
- Au siège d'Amenas (2013)
- Siège de Westgate à Nairobi (2013)
- Attentats de Sousse en Tunisie (2015)[4]

## Têtes
Ce poste est officiellement connu sous le nom de Chef du commandement de la lutte contre le terrorisme de la police métropolitaine et porte le titre de Commandant ou Commandant par intérim.
| Non. | Nom                                   | Début de la titularisation | Fin de mandat | Réf.  |
| ---- | ------------------------------------- | -------------------------- | ------------- | ----- |
| 1    | Commandant Peter Clarke               | 2006                       | 2008          | [ 6 ] |
| 2    | Commandant John McDowall              | 2008                       | 2011          |       |
| 3    | Commandant Richard Walton             | 2011                       | 2015          |       |
| 4    | Commandant Dean Haydon                | 2015                       | 2018          | [ 7 ] |
| –    | Commandant par intérim Clarke Jarrett | 2018                       | 2019          | [ 5 ] |
| 5    | Commandant Richard Smith              | 2019                       | Titulaire     | [ 5 ] |